# Niklas Klingberg
Niklas Klingberg (ur. 6 lutego 1973) – szwedzki żużlowiec.
Dwukrotny medalista Młodzieżowych Indywidualnych Mistrzostw Szwecji (złoty – Nyköping 1993 i brązowy – Linköping 1992) oraz dwukrotny medalista Indywidualnych Mistrzostw Szwecji (złoty – Eskilstuna 2002 i srebrny – Målilla 2000).
W latach 1991–1993 trzykrotnie uczestniczył w finałach Indywidualnych Mistrzostw Świata Juniorów, najlepsze wyniki (VII miejsca) osiągają w 1991 i 1992. Dwukrotnie startował, jako pełnoprawny uczestnik, w cyklach Grand Prix, zajmując miejsca X (2001) oraz XVIII (2002). Najlepszy indywidualny wynik w eliminacjach GP zanotował w Grand Prix Wielkiej Brytanii 2001, w której zajął IV miejsce. Dwukrotnie zdobył brązowe medale w finałach Drużynowego Pucharu Świata (2001, 2002). W 2004 r. zajął IX m. w finale Indywidualnych Mistrzostw Europy.
Od 1998 r. startuje w rozgrywkach o Drużynowe Mistrzostwo Polski. W kolejnych latach reprezentował następujące kluby: WTS Wrocław (1998), GKM Grudziądz (1999, 2001), TŻ Opole (2000), Unia Leszno (2002), Stal Gorzów Wielkopolski (2003, 2006–2007), KM Ostrów Wielkopolski (2004), Stal Rzeszów (2005) oraz GTŻ Grudziądz (2008–2009).
Syn Börjego Klingberga, również żużlowca.